# 查尔斯·费夫曼
查尔斯·路易斯·费夫曼（英語：Charles Louis Fefferman，1949年4月18日—），美国数学家，普林斯顿大学教授，菲尔兹奖得主。
他在数学分析的工作，使他在1978年获菲尔兹奖。他的著名成果有，将多複變分析在低维的结果，推广到一般维数。他的研究包括偏微分方程、傅立叶分析、数学物理、流体动力学、类神经网络、数理金融学、谱分析等。
费夫曼是神童：15岁以德文发表第一篇科学论文，17岁从马里兰大学以物理和数学学士毕业。在埃利亚斯·施泰因指导下，20岁获得普林斯顿大学数学博士。他在22岁获得芝加哥大学聘为教授，是在美国大学中获任为教授最年轻的人，24岁转到普林斯顿大学担任教授，直到现在。 1976年获得艾伦 沃特曼奖，1978年获得数学最高殊荣菲尔兹奖（年仅29岁），1979年获选为美国国家科学院的院士。2017年获得沃尔夫数学奖。

## 外部連結
- 普林斯顿大学履历
- 数学家谱 （页面存档备份，存于）